# 斯氏穗肩䲁
斯氏穗肩䲁（學名：Cirripectes springeri），又稱斯氏項鬚䲁，為輻鰭魚綱鳚形目䲁科穗肩䲁屬的一種，分布於西太平洋菲律賓、印度尼西亞的摩鹿加群島、巴布亞紐幾內亞俾斯麥群島和尼尼戈群島、索羅門群島海域，深度0至18公尺，本魚體呈長橢圓形且側扁，下唇內側光滑，外側有褶皺，上唇小圓齒36-47，鰓耙23-30，頭部感覺孔系統簡單，眶上2-9觸鬚，鼻5-23觸鬚，頸項27-38觸鬚，全身無鱗片，幼魚、亞成魚和成魚整體呈深棕色，帶有橙色斑點，背鰭條及尾鰭上鰭條，尖端橙紅色，尾鰭紅色，背鰭膜與尾鰭相連，最後一根棘上有一深凹口，雄魚第一棘高度幾乎為第二棘高度的三倍，雌魚僅不到兩倍，背鰭硬棘12-13枚、背鰭軟條14-16枚、臀鰭硬棘2枚、臀鰭軟條15-17枚，體長可達10公分，成魚棲息在藻類生長茂密的淺水與有遮蔽的近岸礁石中，通常躲在洞穴，一旦遇危險時以倒游方式躲入小洞穴中，僅露出頭部注視敵人，具領域性，幼魚為浮游性，雌魚產附著性卵，雄魚有護卵行為。